# 清安県 (遼寧省)
清安県（せいあん-けん）は中華人民共和国遼寧省にかつて存在した県。現在の鉄嶺市昌図県一帯に相当する。
遼代に粛州の州治として設置された。元代に廃止されている。